# Кундананджи, Рейчел
Рейчел Кундананджи (англ. Rachael Kundananji; род. 3 июня 2000, Ндола) — замбийская футболистка, нападающая американского клуба «Бэй» и женской сборной Замбии.

## Карьера
Участвовала в составе сборной Замбии в Кубке африканских наций 2018.
В 2019 году подписала двухлетний контракт с казахстанским клубом «БИИК-Казыгурт», перейдя туда из замбийского клуба «Индени Роузес».
Участвовала на Олимпийских играх 2020 года в Японии, где забила единственный гол в ворота женской сборной Китая.
В 2021 году подписала двухлетний контракт с испанским клубом «Эйбар». Тем самым став третей замбийской футболисткой подписавший контракт с испанским клубом.